# Hello Nasty
Hello Nasty je páté studiové album americké hiphopové skupiny Beastie Boys. Vydáno bylo 14. července roku 1998 společností Capitol Records a během prvního týdne se prodalo 681 tisíc kusů alba. Spolu se členy kapely se na jeho produkci podíleli Mario Caldato Jr. Album získalo ve dvou kategoriích Cenu Grammy. Deska se umístila na čelních příčkách hitparád několika zemí, včetně USA (Billboard 200). V několika zemích se stala platinovou.

## Seznam skladeab
1. Super Disco Breakin'
2. The Move
3. Remote Control
4. Song for the Man
5. Just a Test
6. Body Movin'
7. Intergalactic
8. Sneakin' Out the Hospital
9. Putting Shame in Your Game
10. Flowin' Prose
11. And Me
12. 3 MC's and 1 DJ
13. The Grasshopper Unit (Keep Movin')
14. Song for Junior
15. I Don't Know
16. The Negotiation Limerick File
17. Electrify
18. Picture This
19. Unite
20. Dedication
21. Dr. Lee, PhD
22. Instant Death